# Resolución 118 del Consejo de Seguridad de las Naciones Unidas

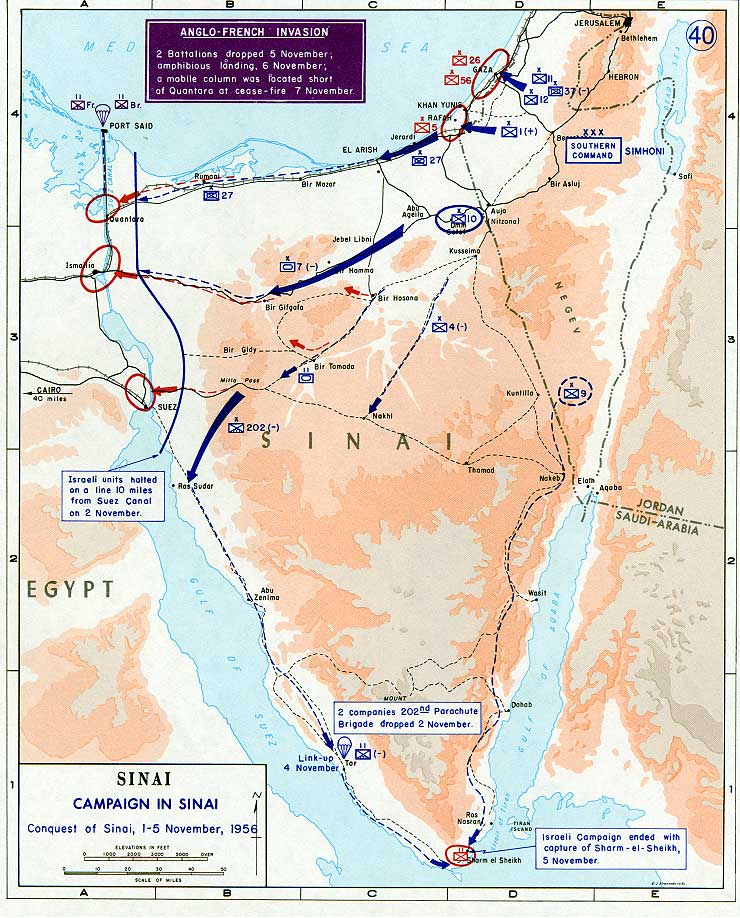
Mapa de los combates en la península del Sinaí durante la crisis de Suez de 1956, del 1 al 5 de noviembre de 1956

La resolución 118 del Consejo de Seguridad de las Naciones Unidas, aprobada por unanimidad el 13 de octubre de 1956, después de tomar nota de las declaraciones formuladas en el Consejo y de las exposiciones que sobre las conversaciones preliminares acerca de la cuestión de Suez han formulado el Secretario General de las Naciones Unidas y los ministros de relaciones exteriores de Egipto, Francia y Reino Unido, el Consejo acordó que toda solución de la cuestión de Suez deberá reunir las siguientes condiciones:
1) El paso por el Canal permanecerá libre y estará abierto sin discriminación manifiesta o encubierta, tanto en lo que se refiere al aspecto político como al técnico;
2) La soberanía de Egipto será respestada;
3) El funcionamiento del Canal deberá quedar aislado de la política de todos los países;
4) El modo de fijar los derechos de tránsito y los gastos respectivos se determinará por medio de un acuerdo entre Egipto y los usuarios
5) Se dedicará al mejoramiento del Canal una proporción equitativa de las sumas percibidas;
6) En caso de controversia, las cuestiones pendientes entre la Compañía Universal del Canal Marítimo de Suez y el gobierno egipcio serán decididas por un tribunal de arbitraje cuyas atribuciones estarán claramente definidas, y con disposiciones convenientes para el pago de las sumas que pueden resultar pendientes.